# 甘亞克·阿卡翁
甘亞克·阿卡翁（羅馬化：Kunyakrit Akhawong，1995年4月25日—），小名Film，為泰國第7電視台旗下的男演員及模特兒。代表作有《辣椒與鹽2021》、與《空中劫盜》。

## 生平
Film於1995年4月25日出生於泰國碧武里府治縣，原名為納特卡維·布恩普拉瑟，後改名為甘亞克·阿卡翁（羅馬化：Kunyakrit Akhawong）。大學於蘭實大學主修工商管理（2019年畢業）。

## 演藝經歷
Film透過電視台的徵選進入演藝圈，2016年於青少年情境劇《Nong Mai Rai Borisut》飾演Film。2020年加入泰國第7電視台後，於2021年在改編電視劇《辣椒與鹽》中飾演Yodchai一角；隨後又在動作劇《空中劫盜》中擔任第一男主角，更以此劇於《Ganesha Award》奪得2022年的最具潛力男演員。

## 影視作品
註：以下資料整理自甘亞克·阿卡翁於MyDramaList的影視簡歷。

### 電視劇
| 首播年份 | 戲名                     | 戲名   | 播放平台    | 角色            | 備註   |
| 首播年份 | 譯名                     | 原文名 | 播放平台    | 角色            | 備註   |
| 2016年   | 《Nong Mai Rai Borisut》 |        | Ch3Thailand | Film            | 不適用 |
| 2021年   | 《辣椒與鹽2021》         |        | Ch7HD       | Yodchai （Yod） | 配角   |
| 2021年   | 《空中劫盜》             |        | Ch7HD       | Khomkrit        | 主演   |
| 2022年   | 《神秘之堡》             |        | Ch7HD       | Saen            | 配角   |
| 2023年   | 《親愛的女士》           |        | Ch7HD       | Sarawut         | 客串   |
| 2024年   | 《漸入心房》             |        | Ch7HD       |                 | 配角   |

### 單元劇
| 首播年份 | 戲名                       | 戲名   | 播放平台 | 角色    | 備註 |
| 首播年份 | 譯名                       | 原文名 | 播放平台 | 角色    | 備註 |
| 2022年   | 《老天有眼: 一切都為了你》 |        | Ch7HD    | Wichian | 主演 |

## 獎項
| 年份   | 頒獎典禮      | 獎項           | 來源  |
| 2022年 | Ganesha Award | 最具潛力男演員 | [ 4 ] |

## 外部連結
- 甘亞克·阿卡翁於Channel 7的簡介 （页面存档备份，存于）（泰文）
- 甘亞克·阿卡翁的Instagram帳戶（泰文）
- 甘亞克·阿卡翁的X（前Twitter）（泰文）
- YouTube上的甘亞克·阿卡翁頻道（泰文）